# Mott (musikalbum)
Mott, musikalbum av Mott the Hoople släppt 1973 på CBS Records. Albumets låtar knyts ihop av att de handlar om rockmusik och livet som rockstjärna. "All the Way from Memphis" blev en stor singelhit. Även "Honaloochie Boogie" släpptes som singel. Albumet anses innehålla gruppens starkaste knippe låtar och vara deras mest fullbordade album. På skivan finns både hårda rocklåtar som "Drivin' Sister" och "Violence", och rockballader; till exempel "Hymn for the Dudes" och "Ballad of Mott the Hoople". I den avslutande låten "I Wish I Was Your Mother" ges en mandolin stort utrymme. Skivan utgavs med olika omslag i Europa och USA. De amerikanska utgåvorna hade en bild på gruppen på omslaget, på de europeiska var där istället en bild på en romersk skulptur. Albumet rankades som #366 i magasinet Rolling Stones lista The 500 Greatest Albums of All Time. 2006 gavs en nyutgåva ut med fyra bonusspår.

## Låtar på albumet
1. "All the Way from Memphis"  (Hunter) - 4:55
2. "Whizz Kid"  (Hunter) - 3:05
3. "Hymn for the Dudes"  (Allen/Hunter) - 5:15
4. "Honaloochie Boogie"  (Hunter) - 2:35
5. "Violence"  (Hunter/Ralphs) - 4:37
6. "Drivin' Sister"  (Hunter/Ralphs) - 4:42
7. "Ballad of Mott the Hoople (26th March 1972, Zürich)"  (Allen/Griffin/Hunter/Ralphs/Watts) - 5:40
8. "I'm a Cadillac/El Camino Dolo Roso"  (Ralphs) - 9:40
9. "I Wish I Was Your Mother"  (Hunter) - 4:41

## Listplaceringar
- Billboard 200, USA: #35[1]
- UK Albums Chart, Storbritannien: #7[2]